# Pawel Nikolajewitsch Mostowenko

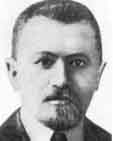
Pawel Nikolajewitsch Mostowenko, zwischen 1927 und 1930

Pawel Nikolajewitsch Mostowenko (russisch Павел Николаевич Мостовенко; * 10. Maijul. / 22. Mai 1881greg. im Gouvernement Perm, Russisches Kaiserreich; † 15. März 1938 in der Oblast Moskau, Sowjetunion) war ein sowjetischer Politiker.
Mostowenko wurde bereits 1901 Mitglied der Sozialdemokratischen Arbeiterpartei Russlands (SDAPR). Während der Oktoberrevolution war er Mitglied des Moskauer Revolutionären Militärkomitees. Er nahm an der Gründung der Baschkirischen ASSR teil. 1919 war er Bevollmächtigter Sowjetrusslands in Litauen und in der Tschechoslowakei. Ab 1923 übernahm er Funktionärsposten in Partei und Wirtschaft sowie Lehrtätigkeit. In den 1930er Jahren fiel er den Stalinschen Säuberungen zum Opfer. Er wurde am 10. Dezember 1937 verhaftet und wegen Spionage zum Tode verurteilt. Das Urteil wurde am 15. März 1938 vollstreckt. Im Jahre 1955 wurde er rehabilitiert.